# クロイツァー豊子
クロイツァー豊子（クロイツァーとよこ、1916年2月7日 - 1990年6月16日）は、日本のピアニスト、音楽教育者。夫はロシア、ドイツ、アメリカ、日本で活躍したピアニスト・指揮者のレオニード・クロイツァー。国立音楽大学教授を務めた。

## 来歴
東京市日本橋に生まれる。4歳よりカテリーナ・トドロヴィッチにピアノの指導を受ける。
成蹊高等女学校を卒業後、1936年にレオニード・クロイツァーの演奏を聴いて感銘を受け、その後クロイツァーに師事する。1941年にピアニストとしてデビューした。以後、1990年に満74歳で死去する直前まで演奏活動を続けた。 
『ショパンリサイタル』『ドビュッシーとショパン』などのLP、CDをレコーディングした。
また、国立音楽大学のほか、東京芸術大学やお茶の水女子大学でも講師を務めた。
夫であるクロイツァーの『芸術としてのピアノ演奏』（音楽之友社、1969年）を村上紀子と共訳した。ほかに研究論文として『ショパンにおけるアゴーギク、テンポ・ルバート、およびペダリング』がある。